# Хармель, Хайнц
Хайнц Хармель (нем. Heinz Harmel; 29 июня 1906, Мец — 2 сентября 2000, Крефельд) — немецкий офицер войск СС, бригадефюрер СС и генерал-майор войск СС, кавалер Рыцарского креста с Дубовыми листьями и Мечами.

## Биография
Родился 29 июня 1906 года в семье хирурга 4-го Магдебургского пехотного полка. В 1926 году пошёл добровольцем в рейхсвер в 15-ю роту 6-го пехотного полка в Ратцебурге. В 1928 году покинул армию в звании ефрейтор. В 1931 году стал начальником Службы поиска работы Вартелянд, затем инструктором спортшколы «Reichskuratoriums für Jugendertüchtigung». 1 октября 1934 года уполномочен на шефа «A.W.» (Аусбильдунг), объединяющего 250 спортивных школ. Летом 1935 года вернулся в «Ратценбургер Ягерн» в качестве оберфельдфебеля резерва.
2 октября 1935 года Хармель поступил в чине обершарфюрера СС в 1-й штурм штандарта СС «Германия» в Гамбург-Феттеле. Прошёл подготовку под руководством Феликса Штайнера. С 1 января 1937 года — унтерштурмфюрер СС, командир взвода 7-й роты полка СС «Дойчланд» в Мюнхене. 30 января 1938 года Хайнцу Хармелю было присвоено звание оберштурмфюрера СС.
После участия в аншлюсе Австрии в марте 1938 года (в Клагенфурте) был назначен командиром 9-й роты полка СС «Дер Фюрер», во главе которой отличился в боях во Франции. С 30 января 1939 года — гауптштурмфюрер СС, с 1 января 1941 года — командир 2-го батальона полка СС «Дер Фюрер». В апреле 1941 года отличился в боях за Белград и получил звание штурмбанфюрера СС.
В декабре 1941 года сменил Вильгельма Биттриха на посту командира полка СС «Дойчланд», действовавшего в составе дивизии СС «Дас Райх». На этом посту являлся ближайшим помощником Пауля Хауссера, часто замещая его во время отсутствия. 31 марта 1943 года за отличия в боях под Харьковом награждён Рыцарским крестом Железного креста, а 7 сентября 1943 получил к нему дубовые листья. В марте – апреле 1944 учился на курсах дивизионных командиров в Лемберге.
27 апреля 1944 года был назначен командиром 10-й танковой дивизии СС «Фрундсберг». По официальным сообщениям, в июле 1944 находившаяся под командованием Хармеля группа в боях у Канна уничтожила 140 танков противника. 15 декабря 1944 награждён Рыцарским крестом с дубовыми листьями и мечами. В апреле 1945 освобождён от командования за нарушение приказа Гитлера оборонять позиции до последнего человека. Пользовался популярностью среди солдат и получил прозвище «Старина Фрундсберг».
В мае 1945 под его командованием была сформирована боевая группа, в которую вошли остатки 24-й горнострелковой дивизии войск СС «Карстъегер», 7-й горнострелковой дивизии СС «Принц Ойген» и преподаватели и курсанты училища СС в Клагенфурте. После капитуляции германских войск в Италии группа Хармеля продолжала сражаться, прикрывая отход немецких частей из Югославии. Это спасло десятки тысяч германских солдат от пленения партизанами Тито. Капитулировал 9 мая 1945 в районе Котбуса. В середине июня 1945 переведен в британский лагерь для военнопленных. После возвращения из плена работал торговым представителем. Умер 2 сентября 2000 года в Крефельде.

## Отношения с Рейхсфюрером СС
Рейхсфюрер СС Гиммлер недолюбливал Хармеля из-за того, что он подписал разрешение на брак одного из своих подчиненных с французской проституткой. Гиммлер даже хотел разжаловать его и отправить в дисциплинарный батальон, но заступничество Пауля Хауссера спасло Хармеля. Вследствие натянутых отношений с «Райхсханни» (презрительное прозвище Гиммлера в войсках) Рыцарский крест за Харьков Хармель получил без всякой торжественной церемонии. Эту историю записал со слов Хайнца Хармеля и изложил в своей книге «Харьков. Январь-март 1943. Контрудар танкового корпуса СС» французский историк Жорж Бернаж.

## Звания
- Обершарфюрер СС — (2 октября 1935)
- Унтерштурмфюрер СС — (30 января 1937)
- Оберштурмфюрер СС — (30 января 1938)
- Гауптштурмфюрер СС — (30 января 1939)
- Штурмбаннфюрер СС — (20 апреля 1941)
- Оберштурмбаннфюрер СС — (18 июня 1942)
- Штандартенфюрер СС — (20 апреля 1943)
- Оберфюрер СС — (18 мая 1944)
- Бригадефюрер СС и генерал-майор войск СС — (9 сентября 1944)

## Награды
- Медаль «В память 1 октября 1938 года»
- Медаль «В память 22 марта 1939 года»
- Кольцо «Мёртвая голова»
- Железный крест (1939)
  - 2-й степени (30 мая 1940)[1]
  - 1-й степени (1 июня 1940)[1]
- Медаль «За зимнюю кампанию на Востоке 1941/42» (15 августа 1942)
- Нагрудный штурмовой пехотный знак в серебре (4 декабря 1940)
- Знак «за ранение» в чёрном (21 марта 1943)
- Нагрудный знак «За ближний бой» в серебре (10 сентября 1943)
- Нарукавный знак «За уничтоженный танк»
- Немецкий крест в золоте (29 ноября 1941) — штурмбаннфюрер СС, командир моторизованного полка СС «Дойчланд»[2]
- Рыцарский крест Железного креста с Дубовыми листьями и Мечами
  - Рыцарский крест (31 марта 1943) — оберштурмбаннфюрер СС, командир моторизованного полка СС «Дойчланд»[3]
  - Дубовые листья (№ 296) (7 сентября 1943) — штандартенфюрер СС, командир моторизованного полка СС «Дойчланд»
  - Мечи (№ 116) (15 декабря 1944) — бригадефюрер СС и генерал-майор войск СС, командир 10-й танковой дивизии СС «Фрундсберг»
- Упоминался в Вермахтберихт (16 июля 1944)